# Ez az a ház (Tankcsapda)
Az Ez az a ház a Tankcsapda 2000-ben megjelent első kislemeze, amely a következő évben kiadott Agyarország című nagylemezt volt hivatott felvezetni.
A címadó dalon kívül az AC/DC 1975-ös "Live Wire" c. számának magyar szövegű feldolgozása és két koncertfelvétel szerepel még a lemezen, melyeket a 2000. augusztusi Sziget fesztiválos Tankcsapda koncerten rögzítettek. Az "Akinek látsz" szintén az Agyarország albumról való, míg az "Úgy szeress!" az 1996-os első Tankcsapda koncertalbum, az Eleven bónusz stúdiófelvétele volt.
Az Ez az a ház maxi CD-változata multimédiás részt is tartalmaz.

## A kislemez dalai
1. Ez az a ház   3:33
2. Átver a látvány (AC/DC feldolgozás) 4:33
3. Úgy szeress! (live) 4:04
4. Akinek látsz (live)  4:50

Összesen: 17:00

## Közreműködők
- Lukács László – basszusgitár, ének
- Molnár "Cseresznye" Levente – gitár, vokál
- Fejes Tamás – dobok